# في جدران إيريكس
في جدران إيريكس (بالإنجليزية: In the Walls of Eryx)‏ هي قصة قصيرة بقلم كاتب مجلات اللب هوارد فيليبس لافكرافت بالاشتراك مع كيني سترلينغ (1920-1995)،  وكتبت في يناير 1936 ونشرت لأول مرة في مجلة حكايات غريبة في أكتوبر 1939. وهي تعتبر غير اعتيادية بين أعمال لافكرافت باعتبارها قصة خيال علمي عادية تتكلم عن استكشاف الفضاء في المستقبل القريب.